# Jewgeni Germanowitsch Wodolaskin

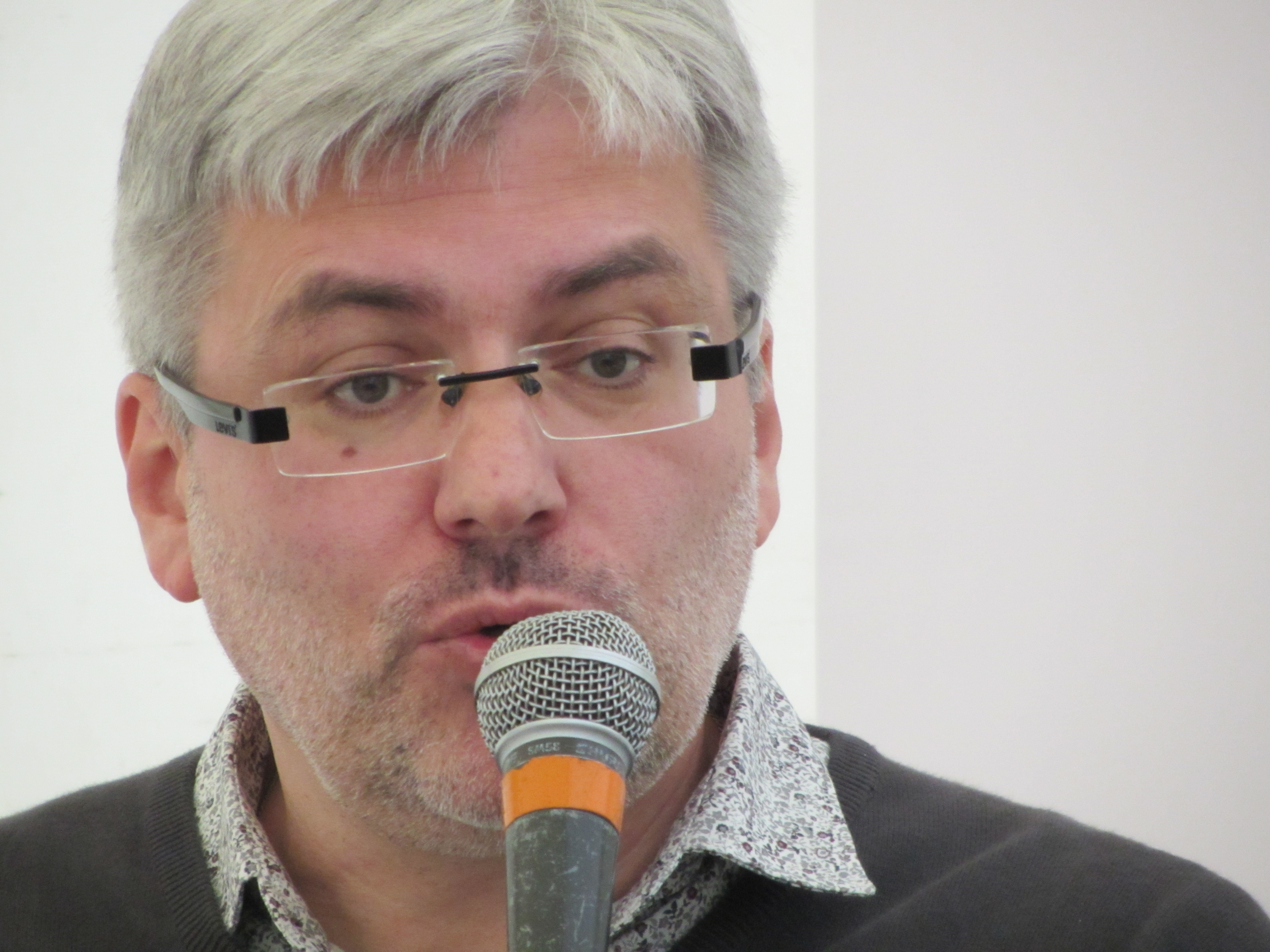
Jewgeni Germanowitsch Wodolaskin (2014)

Evgenij Germanowitsch Vodolazkin (* 21. Februar 1964 in Kiew, Ukrainische Sozialistische Sowjetrepublik, Sowjetunion) ist ein russischer Literaturwissenschaftler und Autor.

## Leben
Vodolazkin beendete seine Studien 1986 an der Philologischen Fakultät der Universität Kiew. Seit diesem Jahr arbeitet er in Sankt Petersburg am Institut für Russische Literatur, dem Puschkinhaus, in der Abteilung für altrussische Literatur mit dem Namen Dmitri Sergejewitsch Lichatschow. Er wurde im Jahre 2000 zum Doktor der Philologie promoviert.
In den Folgejahren verbrachte er mehrere Jahre im Ausland unter anderem in seiner Heimatstadt und in München und veröffentlichte mehrere preisgekrönte Bücher.

## Preise und Auszeichnungen
- 2009: Nominierung für den Andrei Bely-Preis für Solowjow und Larionow.
- 2010: dito für den Preis Bolschaja Kniga für dasselbe Buch.
- 2013: Bolschaja Kniga. für Lawr.
- 2016: Gorki-Preis (Sorrent). für dasselbe Buch.

## Veröffentlichungen
- The World History in the Old Russian Literature. 2008.
- Solowjow und Larionow. Nowoje Literaturnoje Obosrenije, Moskau 2009.
- Lawr. AST, Moskau 2012.
  - Laurus. Roman. Übersetzt von Olga Radetzkaja. Dörlemann Verlag, Zürich 2016, ISBN 978-3-03820-027-7.[1] Neuauflage Dörlemann Verlag, Zürich 2021, ISBN 978-3-03820-091-8.
- Papa Pjes. Irkutsk, Izdatelj Sapronow, 2014.
- Aviator. Moskau 2016;
  - Deutsch: Luftgänger. Roman. übersetzt von Ganna-Maria Braungardt. Aufbau, Berlin 2019, ISBN 978-3-351-03704-8.